# (9074) Yosukeyoshida
(9074) Yosukeyoshida (1994 FZ) – planetoida z grupy pasa głównego asteroid okrążająca Słońce w ciągu 3,65 lat w średniej odległości 2,37 au. Odkryta 31 marca 1994 roku.